# اچ‌ام‌اس بریستول (۱۸۶۱)
اچ‌ام‌اس بریستول (۱۸۶۱) (به انگلیسی: HMS Bristol (1861)) یک کشتی بود که طول آن ۲۵۰ فوت (۷۶٫۲ متر) بود. این کشتی در سال ۱۸۶۱ ساخته شد.